# Кастильянизация
Кастильянизация (исп. Castellanización, кат. Castellanització) — процесс усвоения кастильского (испанского) языка, кастильской культуры, обычаев и т. п. другими областями Испании. В некоторых случаях кастильянизацию отличают от испанизации — подчинения испанскому господству и культуре внеиберийских стран и народов (например, населения Канарии, Латинской Америки или Филиппин), хотя на практике разница может быть несущественна, поскольку Кастилия явилась ядром Испании и государствообразующей её частью.

## Термин
Термин «кастильянизация» сам по себе обозначает распространение кастильской культуры и в еще большей степени языка по территории остальной Испании, как путём добровольного заимствования, так и в результате принудительного насаждения. Но чаще всего его современное употребление несёт негативный смысл, подразумевая принудительную ассимиляцию, стирание самобытности некастильских регионов (ср. русификация, полонизация, германизация и т. д.). Как известно, именно Кастилия явилась ядром, вокруг которого была объединена Испания к концу XV века. Самое имя «Испания» из чисто-географического сделалось политическим: так в 1492 году стало называться объединённое Королевство Кастилии и Арагона. И понятие «кастильский» постепенно отождествилось с понятием «испанский» — что сказалось на двойном названии самого языка:
- который называют преимущественно «кастильским» в самой Испании
- и просто «испанским» за её границами.

Культура Испании, как и других государств, формировалась во многом в столицах. В Испании это были кастильские города Толедо и Мадрид. С течением времени, обще-испанская культура «обрастала» чисто-кастильским колоритом, который позднее заимствовался жителями других областей.
Испанский язык, построенный на основе кастильского диалекта, начал неуклонно распространяться по всей Испании, вытесняя другие языки и диалекты. Во многих случаях его распространение поддерживалось репрессивными законами, ограничивавшими или запрещавшими использование других языков. Так, почти полностью был вытеснен некогда широко распространённый арагонский язык (сохранился к настоящему времени лишь в ряде деревень), резко сузилась сфера использования баскского языка, в меньшей степени — каталанского и галисийского.
В Испанской Америке шёл медленный, но неуклонный процесс вытеснения индейских языков. В 1696 году указом Карла II было установлено, что кастильский должен быть единственным языком делопроизводства в вице-королевствах (прежде допускались и другие варианты).
Последний виток принудительной кастильянизации в Испании произошёл в годы франкистской диктатуры, когда провозглашённый лозунг «единства испанской нации» вылился в последовательное стирание всех областных культурных особенностей, включая языки и диалекты. Иногда термин «кастильянизация» используется в узколингвистическом смысле, подразумевая сильное влияние кастильского языка и/или диалекта на другие языки и диалекты Испании.